# Stöckach (Trautskirchen)
Stöckach ist ein Gemeindeteil der Gemeinde Trautskirchen im Landkreis Neustadt an der Aisch-Bad Windsheim (Mittelfranken, Bayern). Stöckach liegt in der Gemarkung Trautskirchen.

## Geografie
Der Weiler liegt an der Zenn und am Taubenlohebach, der dort als rechter Zufluss in die Zenn mündet. Unmittelbar südöstlich des Ortes erhebt sich der Mäusberg, dahinter liegt das Neuhofer Holz. Eine Gemeindeverbindungsstraße führt nach Oberfeldbrecht zur Staatsstraße 2255 (2 km südöstlich) bzw. zur Staatsstraße 2413 (0,3 km nördlich).

## Geschichte
Der Ort wurde 1297 als „Stockech“ erstmals urkundlich erwähnt, als er auf Anordnung von Bischof Mangold von Würzburg der Pfarrei St. Kilian (Markt Erlbach) zugeschlagen wurde. 1353 verkaufte Hans von Willmarßdorf die Stöckacher Mühle an Ernst von Hennebach unter der Bedingung, dass nach Ableben der Erben die Mühle dem Kloster Heilsbronn zufällt. Das Kloster erwarb dort insgesamt drei Anwesen, von denen zwei während des Dreißigjährigen Krieges bewohnt blieben.
Gegen Ende des 18. Jahrhunderts gab es in Stöckach 8 Anwesen. Das Hochgericht übte teils das brandenburg-bayreuthische Stadtvogteiamt Markt Erlbach, teils das Obervogteiamt Virnsberg aus. Die Dorf- und Gemeindeherrschaft hatte die Deutschordenskommende Nürnberg. Grundherren waren das Kastenamt Neuhof (1 Mühle, 1 Hof), die Deutschordenskommende Nürnberg (1 Hof, 1 Viertelhof, 1 Tropfhäuslein, 1 Gemeindehirtenhaus) und das Rittergut Trautskirchen (1 Hof, 1 Tropfhaus).
Von 1797 bis 1810 unterstand der Ort dem Justizamt Markt Erlbach und Kammeramt Neuhof. Im Rahmen des Gemeindeedikts wurde Stöckach links der Zenn dem 1808 gebildeten Steuerdistrikt Buch und der 1811 gegründeten Ruralgemeinde Buch zugeordnet und unterstand dem Landgericht Ansbach. Stöckach rechts der Zenn wurde mit dem Gemeindeedikt dem 1811 gebildeten Steuerdistrikt Neuhof und der 1813 gegründeten Munizipalgemeinde Neuhof zugeordnet (ab 1818: Ruralgemeinde Neuhof) und unterstand dem Landgericht Markt Erlbach. Am 4. Januar 1824 wurde auch Stöckach links der Zenn nach Neuhof umgemeindet. Am 30. Januar 1851 erfolgte schließlich die Umgemeindung des ganzen Ortes nach Trautskirchen.

### Baudenkmäler
- Drei Steinkreuze[11] errichtet wegen
  - zwei tödlich endenden Streitigkeiten zwischen zwei Schlotfegern nach dem Dreißigjährigen Krieg
  - Tod eines Landwirtes im Jahr 1882

### Einwohnerentwicklung
| Jahr      | 001818 | 001840 | 001861 | 001871 | 001885 | 001900 | 001925 | 001950 | 001961 | 001970 | 001987 |
| Einwohner | 47     | 56     | 71     | 65     | 54     | 59     | 47     | 76     | 46     | 38     | 38     |
| Häuser    | 9      | 9      |        |        | 11     | 10     | 8      | 8      | 8      |        | 8      |
| Quelle    | [ 13 ] | [ 14 ] | [ 15 ] | [ 16 ] | [ 17 ] | [ 18 ] | [ 19 ] | [ 20 ] | [ 21 ] | [ 22 ] | [ 1 ]  |

## Religion
Der Ort ist seit der Reformation evangelisch-lutherisch geprägt und bis heute nach St. Laurentius (Trautskirchen) gepfarrt. Die Einwohner römisch-katholischer Konfession sind nach Mariä Himmelfahrt (Sondernohe) gepfarrt.